# Пикардийская овчарка
Пикардийская овчарка (фр. Berger Picard) — французская порода пастушьих собак. Порода почти вымерла из-за первой и второй мировых войн, но на сегодняшний день почти восстановилась. Это порода собак, ориентированная на лояльных людей, которая может стать хорошим домашним животным в семье, если будет должным образом социализирована в раннем возрасте.
В 2006 году был создан Berger Picard Club Of America (Американский клуб пикардийских овчарок), чтобы помочь продвинуть и защитить эту породу.

## Внешний вид

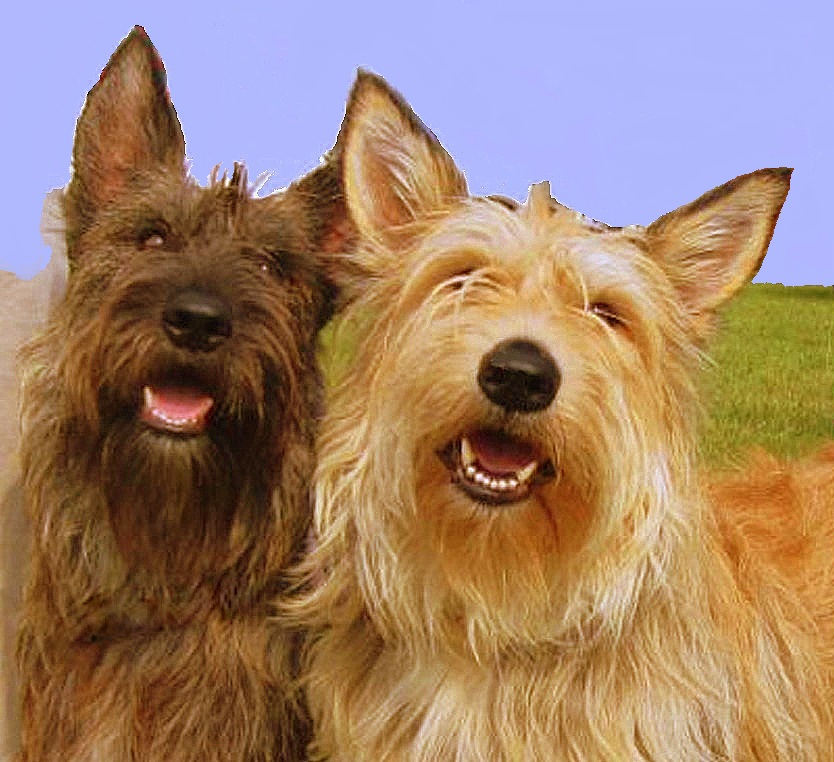

Пикардийская овчарка — мускулистая собака среднего размера, немного длинная, высокая, с взъерошенным элегантным внешним видом. Их уши естественно прямые, высокие, и довольно широкие у основания. Брови густые, но не защищают тёмные глаза. Собаки известны своей «улыбкой». В непогоду их шерсть жёсткая на ощупь, с очень маленьким подшёрстком. Шерсть бывает двух цветов, палевого и тигрового с различными вариациями пятен.

## Стандарт FCI

### Рост
Высота в холке: 60 — 65 см у кобелей, 55 — 60 см у сук.
Основания для штрафа: превышение максимально допустимого роста на 2 см.
Основания для дисквалификации: рост меньше минимально допустимого стандартом, включая более молодые подгруппы. Превышение максимально допустимого роста более чем на 2 см.

### Голова
Крупная, но не массивная, должна быть пропорциональна размеру собаки. Очень слабо обозначенный переход ото лба к морде, равноудалён от кончика носа и верхней точки черепа; череп достаточно широкий, но не чрезмерно. Шерсть длиной примерно в 4 см, брови явно выражены, но при этом не закрывают глаза.
Основания для штрафа: чрезмерно или невыраженный переход ото лба к морде. Шерсть слишком короткая либо слишком длинная, брови отсутствуют либо выражены слишком ярко.
Основания для дисквалификации: несоответствие типу, диспропорция, недостаточный или избыточный волосяной покров.

#### Лоб
При взгляде спереди должен выглядеть плоским, слегка сводчатым, с небольшой бороздой между лобными дугами.
Основания для штрафа: недостаточно или слишком выпуклый, чрезмерно выражена лобная борозда.
Основания для дисквалификации: череп плоский или куполообразный, лоб слишком плоский либо слишком крутой.

#### Скулы
Не должны быть ни слишком мощными, ни слишком плоскими, должны быть несколько закруглены. Шерсть за скулами должна быть той же длины, что и шерсть на корпусе.
Основания для штрафа: слишком широкие скулы, дряблость или отсутствие мускулов.

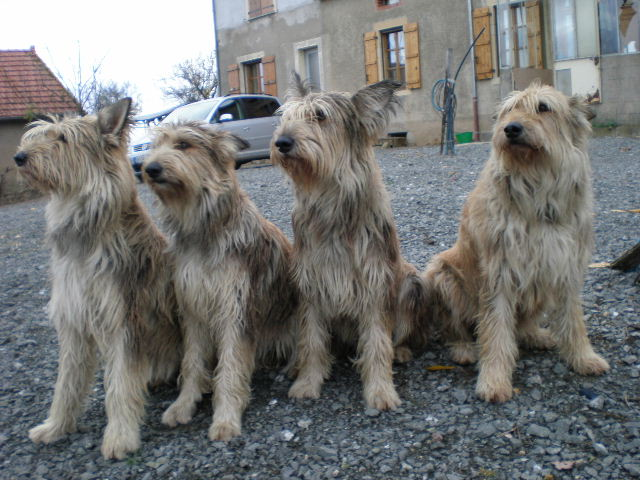

#### Морда
Мощная, не слишком длинная, не заострённая на конце. Мочка носа всегда чёрная, губы сухие и плотно сжатые, спинка носа прямая. Небольшие усы и борода.
Основания для штрафа: слишком длинная, слишком слабая или, напротив, слишком мощная морда, урезанная или чрезмерно квадратная; мочка носа мелкая, розоватая; толстый край губ, выпуклая спинка носа, отсутствие усов или слишком маленькая борода (необходимо помнить, что длина шерсти на голове должна составлять около 4 см, а усы и борода должны быть чётко выражены).
Основания для дисквалификации: диспропорция черепа, отвислые губы, не чёрная мочка носа, слизистые оболочки регламентированы.

#### Челюсти
Мощные, с плотным смыканием, без перекуса или недокуса.
Основания для штрафа: прямой прикус или лёгкий недокус. Отсутствие двух премоляров автоматически исключает из САС и резерва. Отсутствие четырёх премоляров: автоматически исключает оценку «Отлично»; испорченные зубы (повреждённые кариесом) — в зависимости от важности; сломанные или сильно стёртые клыки.
Основания для дисквалификации: отсутствие более чем четырёх зубов, отчётливо выраженный недокус или перекус.

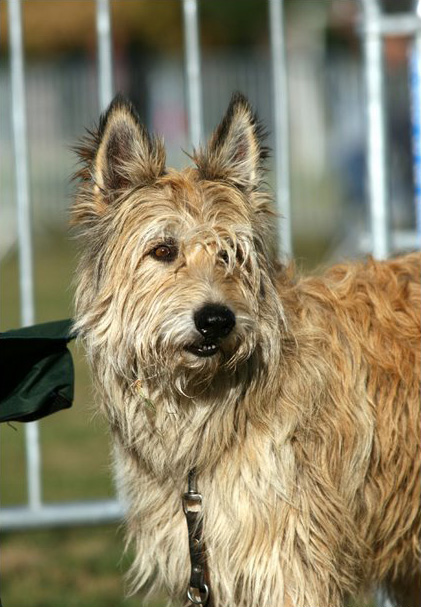

#### Уши
Среднего размера, у основания широкие, посажены достаточно высоко, напоминают овечьи, всегда естественно приподняты, кончики слегка закруглены; допускается слегка расходящийся постав ушей. Длина 10 см. У самых крупных кобелей — максимум 12 см.
Основания для штрафа: слишком крупные уши; уши, похожие на уши бельгийской овчарки; посаженные слишком низко либо слишком близко друг к другу.
Основания для дисквалификации: собака держит уши неправильно.

#### Глаза
Среднего размера, не выпуклые, равномерного тёмного цвета, не светлые; цвет глаз может быть более или менее тёмным — в зависимости от окраса шерсти (но в любом случае, не светлее карего).
Основания для штрафа: любое отклонение от описанного стандарта.
Основания для дисквалификации: глаза с неравномерной окраской, косо поставленные, разные, слишком светлого цвета.

##### Выражение
Не злое, не подозрительное.
Основания для дисквалификации: дикое выражение глаз, хитрый взгляд.

### Шея
Сильная, мускулистая, очень длинная, в движении поднята, достаточно подвижная, с гордой посадкой головы.
Основания для штрафа: шея длинная и слабая, короткая и толстая, вертикально поставленная, не плотно прилегающая кожа.

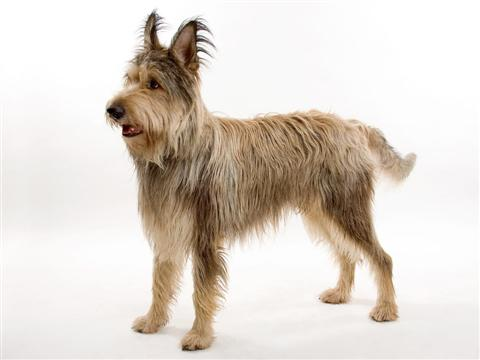

### Корпус
Грудь широкая, но не чрезмерно, не должна опускаться ниже уровня локтей; обхват груди, замеренный непосредственно за локтями, должен на 1/5 превышать высоту в холке, длина корпуса должна быть немного больше высоты в холке; спина прямая; поясница крепкая; ребра округлые в верхней трети, по направлению к грудине постепенно становятся более плоскими; живот подтянут; круп плавно сливается с бёдрами; костяк сильный, но не чрезмерно.
Основания для штрафа: зависят от степени важности дефекта; корпус слишком тяжёлый или слишком лёгкий, слишком длинный, высоконогость или излишняя приземистость; ребра слишком плоские либо круглые (бочкообразной формы); строением напоминает представителей породы бувье (пастух); круп горизонтальный или резко скошенный.
Основания для дисквалификации: вышеназванные дефекты выражены слишком явно.

### Хвост
Обильно покрыт шерстью, длина шерстного покрова хвоста равна длине шерстного покрова корпуса. В состоянии покоя хвост достаёт до скакательного сустава и свисает прямо, слегка изгибаясь на конце; в движении хвост поднимается, но не выше уровня спины.
Основания для штрафа: «крысиный» или чрезмерно шерстистый хвост, слишком короткий, отклоняющийся в сторону, с неправильным поставом.
Основания для дисквалификации: хвост постоянно поднят выше уровня спины; опущен низко в результате перенесённой корректирующей операции; рудиментарный, полное отсутствие хвоста.

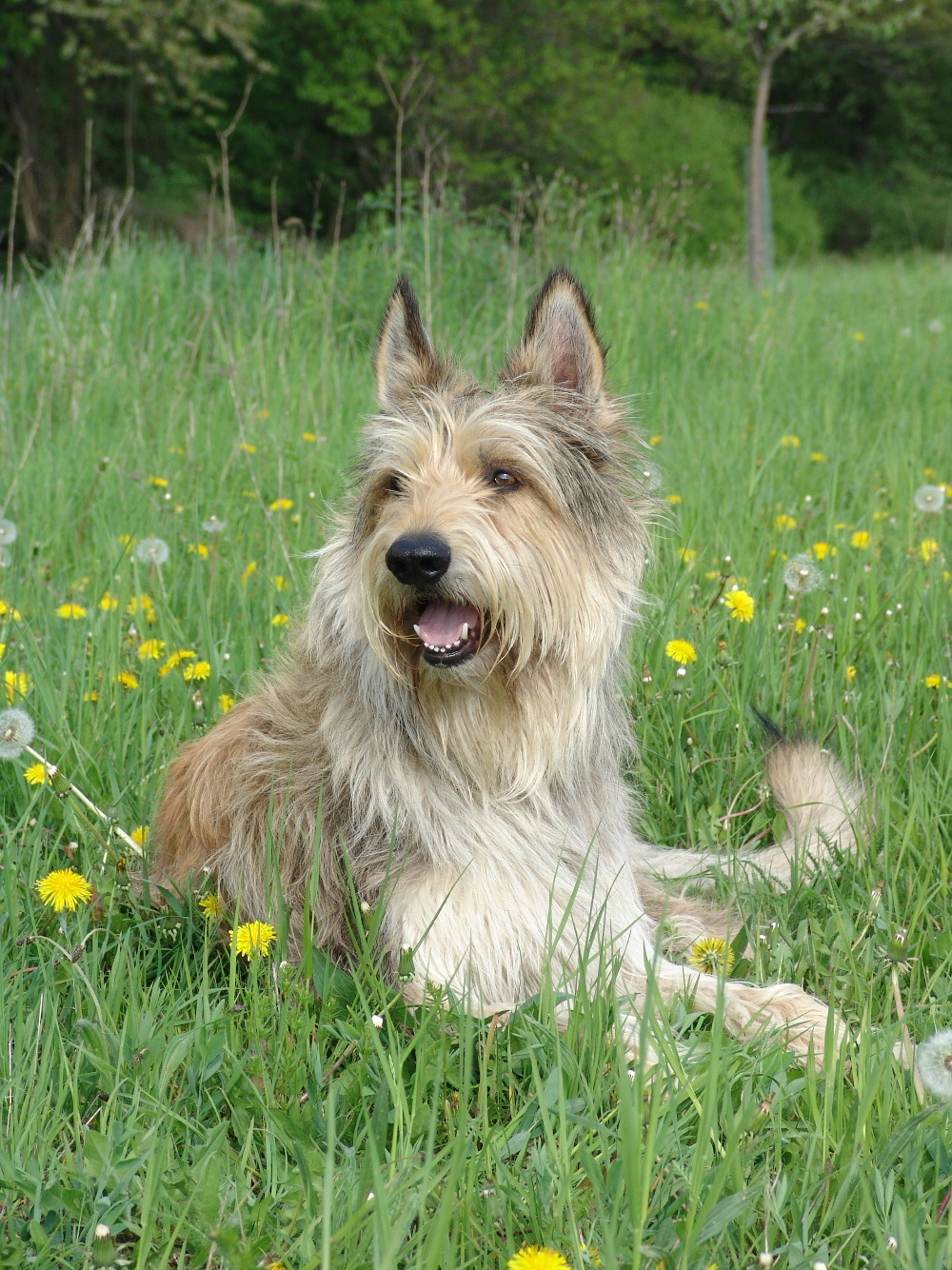

### Передние конечности
Лопатки длинные и наклонные, обеспечивающие собаки великолепную свободу движения, мускулистые, но не тяжёлые; предплечья прямые и вертикальные; с сухим костяком; суставы выражены, но не создают ощущения уродства; пясти с небольшим наклоном, обеспечивающим гибкость конечностей, которая дает собаке возможность неожиданно останавливаться в любой момент.
Основания для штрафа: лопатки слишком длинные (как у борзой) либо слишком крутые (как у бувье), слабые или тяжелые, неплотно поставленные или мешающие движению; слабый или грубый костяк; слабые связки; пясти слишком прямые либо слишком наклонные, выносящие далеко вперёд при движении лапы.
Основания для дисквалификации: вышеназванные дефекты выражены слишком явно.

### Задние конечности
Бедра длинные, очень мускулистые. Верхняя часть достаточно длинная, коленный сустав крепкий; постав ни слишком прямой, ни чрезмерно оттянутый назад; стойка ни узкая, ни широкая. Бедро и круп должны быть абсолютно гармоничными, их общий контур должен вписываться в красиво изогнутую линию. Ноги крепкие, гибкие; костяк сильный, но не грубый. Скакательные суставы с умеренными углами, расставлены не широко, но и не слишком узко, постав скакательных суставов не очень высокий; хорошо открытый угол скакательного сустава является одной из важнейших характерных особенностей данной породы. Скакательные суставы прочные, сухие, в стойке плюсны перпендикулярны земле; конечности вертикальные и параллельные.
Основания для штрафа: зависит от степени выраженности дефекта.
Основания для дисквалификации: общий дефект задних конечностей.

### Лапы
Короткие, округлые, очень сводистые, в комке; когти сильные, темного цвета. Без прибылых или дополнительных пальцев; собака с прибылыми пальцами не дисквалифицируется, но штрафуется. Подушечки твёрдые, с определённой степенью гибкости, способные амортизировать толчки и удары.
Основания для штрафа: в зависимости от дефекта.
Основания для дисквалификации: наличие двойных прибылых пальцев на всех четырёх конечностях.

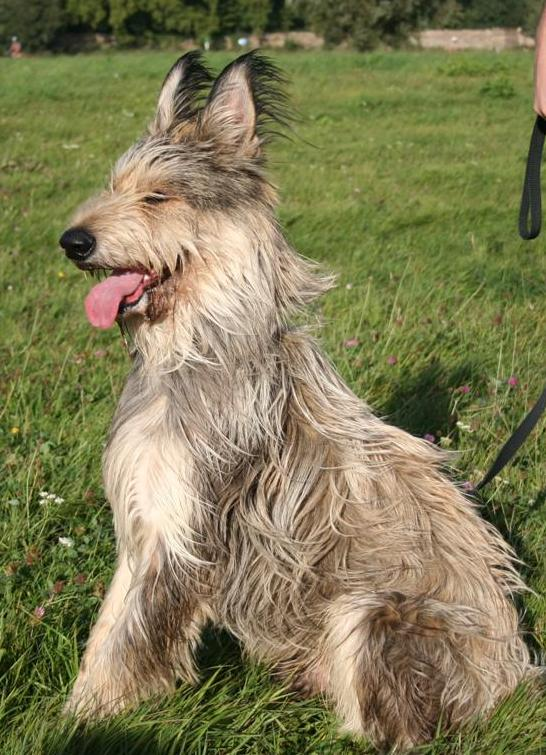

### Шерстный покров
Жёсткий, средней длины, не курчавый, не однородный, на ощупь должен быть жёстким, ворсистым. Длина шерсти на всей поверхности корпуса, включая хвост, должна составлять от 5 до 6 см. Подшёрсток тонкий, густой.
Основания для штрафа: длина волоса меньше 4,5 см, волос недостаточно жёсткий, имеет тенденцию к небольшой курчавости или напротив, прилеганию к корпусу однородной массой.
Основания для дисквалификации: длина волоса меньше 4 см, длина волоса больше 6 см, волос курчавый или очень плотно прилегающий к корпусу однородной массой, мягкий или шерстистый.

### Окрас
Серый, серо-чёрный, серый с включениями чёрного, серо-голубой, рыжевато-серый, серо-палевый светлого и темного оттенка. Наличие крупных белых пятен не допускается, разрешаются небольшие белые отметины на груди и кончиках лап.
Основания для штрафа: белое пятно на груди, образующее манишку, полностью белые пальцы.
Основания для дисквалификации: чёрный, белый, «арлекин», пёстрый, слишком много белого на груди, полностью белые лапы; белые включения на других участках корпуса.

### Недостатки
Любое отклонение от вышеназванных пунктов считается недостатком, степень которого определяется тем, насколько сильно он отличается от стандарта.
Кобели должны иметь два нормально развитых семенника, полностью опущенных в мошонку.

## Темперамент

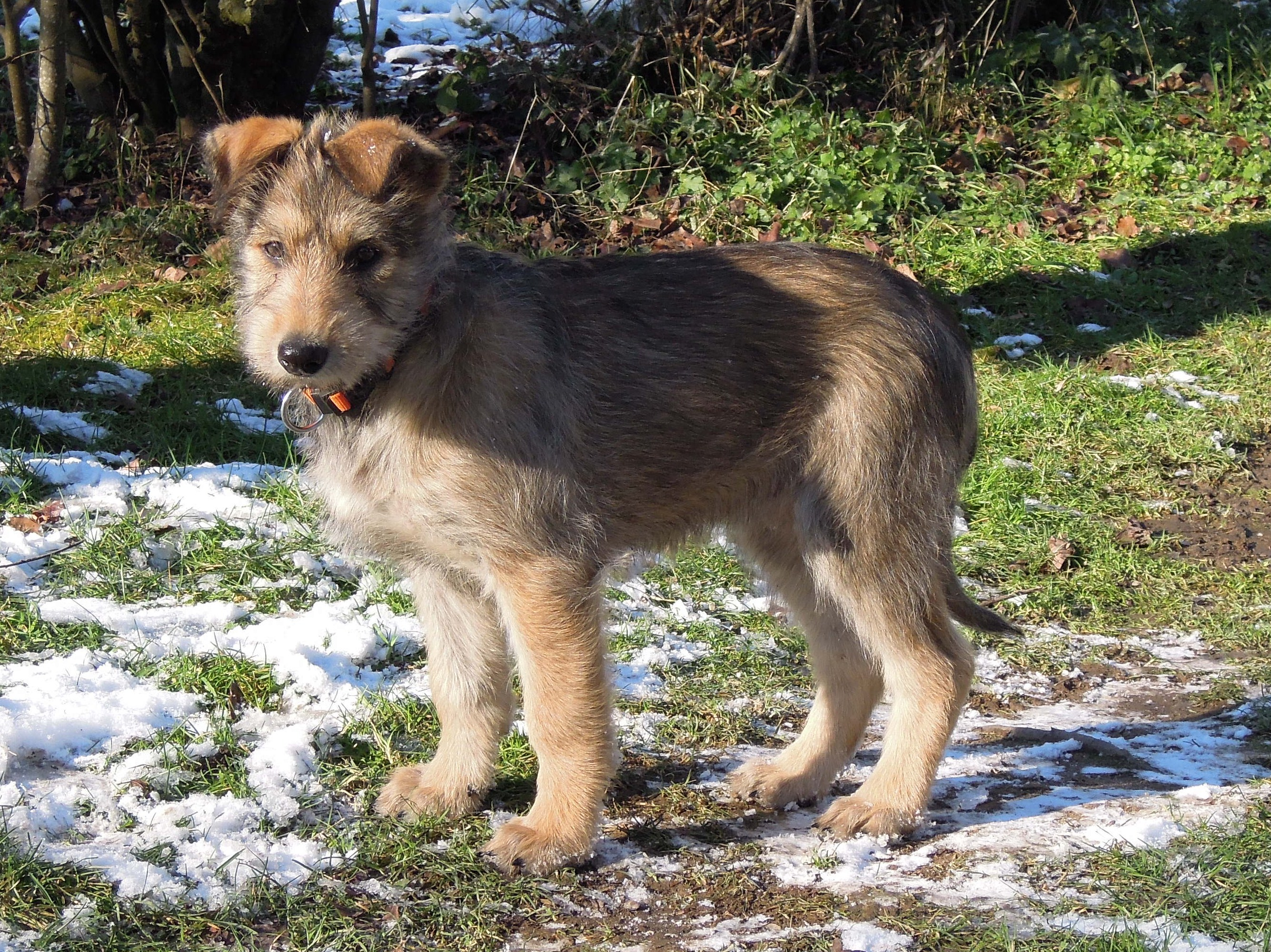

Пикардийская овчарка — собака с живой, умной личностью, чувствительным и напористым характером, поэтому она хорошо обучается, для привыкания жить в человеческом обществе ей надо около двух лет.
Пикардийские овчарки энергичны и трудолюбивы, они внимательны и верны по отношению к детям. Они счастливы, когда у них есть работа. Они также имеют защитный характер, что делает их хорошими сторожевыми собаками.
Порода также имеет хорошо развитое чувство юмора, что делает их милыми спутниками.
Как и многие пастушьи породы, пикардийские овчарки требуют много человеческого общения. Собака этой породы — спортивная, верная и наполненная желанием работать целый день.

## Здоровье
Пикардийская овчарка болеет только одной болезнью костей — дисплазией тазобедренного сустава Известно несколько заболеваний глаз, в том числе прогрессивная атрофия сетчатки или PRA.
Продолжительность жизни породы составляет от 12 до 15 лет.

## Уход

### Упражнения и деятельности
Пикардийская овчарка — очень спортивная собака, которая упивается упражнениями. Соответственно, выполнять большое количество упражнений необходимо этой породе. В противном случае шумные игры уступят скуке, и собака медленно начнёт дистрофироваться. Они любят плавание, бег рядом с велосипедом, и длительные прогулки. Пикардийская овчарка — отличный компаньон для бега трусцой

### Условия жизни
Несмотря на то что этой собаке больше подходит нахождение на открытом воздухе, пикардийские овчарки могут прекрасно жить и в городе, если у них есть возможность много двигаться. Тем не менее пикардийская овчарка всегда старается быть поближе к своему хозяину и семье, поэтому, когда у неё есть выбор между одиночеством в большом дворе или внутри дома со своим хозяином, собаки этой породы всегда идут внутрь дома к хозяину. Дома пикардийская овчарка, как правило, очень тихая собака, которая терпеливо ждёт времени, когда можно будет вместе с хозяином выйти на улицу бегать, играть и т. д. Они очень лояльны и наслаждаются большим количеством внимания и могут страдать от разлуки (даже если их оставляют одних в течение коротких периодов времени).

## История
Пикардийская овчарка — самая старая порода Франции. Она была привезена в Северную Францию в IX веке.

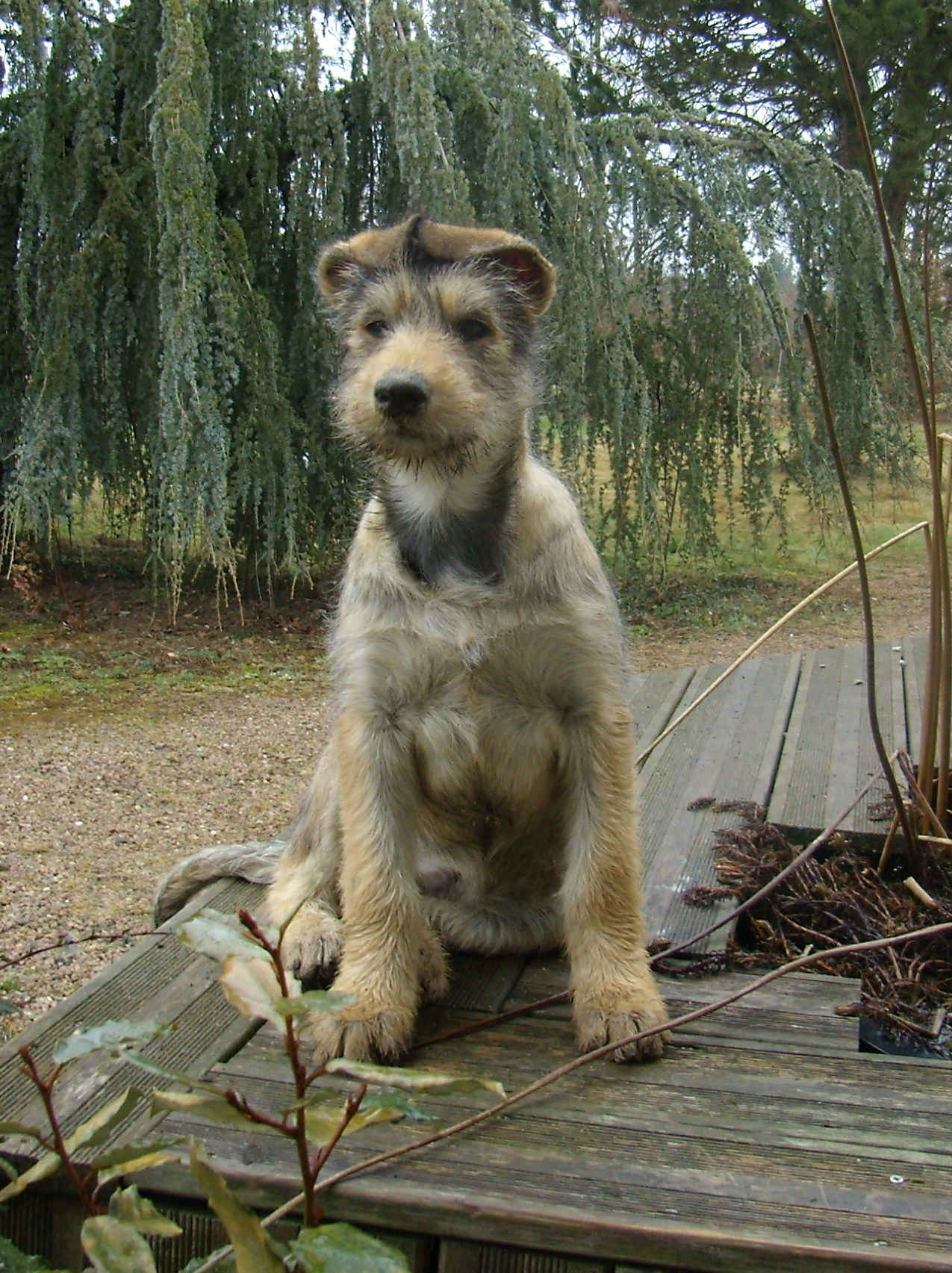
Пикардийская овчарка

Некоторые эксперты утверждают, что эта порода происходит от бриаров и босеронов, в то время как другие полагают, что пикардийская овчарка происходит от голландских овчарок и бельгийских овчарок.
Большинство пикардийских овчарок были уничтожены разрушительной силой Первой мировой войны и Второй мировой войны
За счёт мягкого, но озорного, темперамента породы начала возрождаться. Тем не менее численность пикардийских овчарок по-прежнему очень мала, даже в своей родной стране. Сегодня во Франции существует около 3500 собак и в Германии около 500 этой породы. В настоящее время существует около 300 пикардийских овчарок в Соединённых Штатах и Канаде.
United Kennel Club признал породу 1 января 1994 года. В 2006 году был создан клуб пикардийских овчарок Америки для защиты и распространения породы в Соединенных Штатах. Пикардийская овчарка была зарегистрирована в Фонде Американского клуба собаководства в апреле 2007 года. 12 октября 2011 года Американский клуб собаководства выбрал пикардийскую овчарку в качестве наиболее приоритетной для развития породы, так как она движется в направлении полного признания FCI (МКФ). В феврале 2012 на собрании совета директоров Американского клуба собаководства, совет проголосовал за перемещение пикардийской овчарки в основную группу с 1 января 2013 года.

## Интересные факты

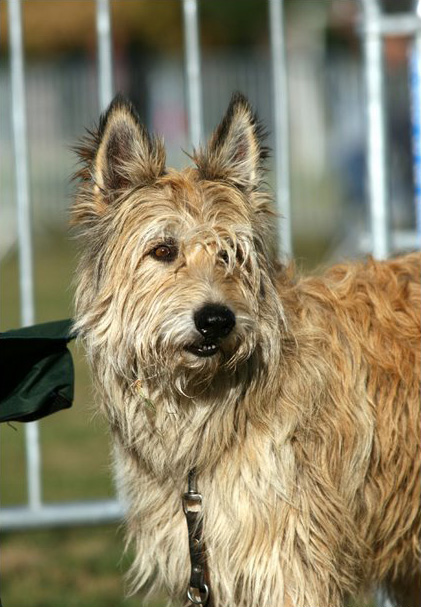

- Пастушьи собаки, напоминающие пикардийских овчарок, изображались на протяжении веков на гобеленах и гравюрах. Одна известная картина в Рамбуйе, в Национальной овчарне Франции, датируется началом XIX века.
- Первые пикардийские овчарки были показаны вместе в одном классе с босеронами и бриарами в 1863 году, но только через 50 лет, в 1925 г. пикардийская овчарка была официально признана как порода во Франции.
- Пикардийские овчарки, с их светлым окрасом, предположительно использовались для контрабанды табака и спичек на франко-бельгийской границе. Табак укладывали в мешочки из козьей кожи, шерстью вверх, и прикрепляли к бритой спине собаки. Издали на собак, перевозящих такие грузы, никто не обратил бы внимание, в частности, в сумерках или ночью.
- Пикардийских овчарок можно увидеть в трёх современных фильмах, «Благодаря Винн-Дикси», «Daniel and the Superdogs» и «Ну что, приехали: Ремонт», но их часто ошибочно принимают за собак другой породы, «средний португальский поденгу» (португальская кроличья собака).